# 도시 고딕물

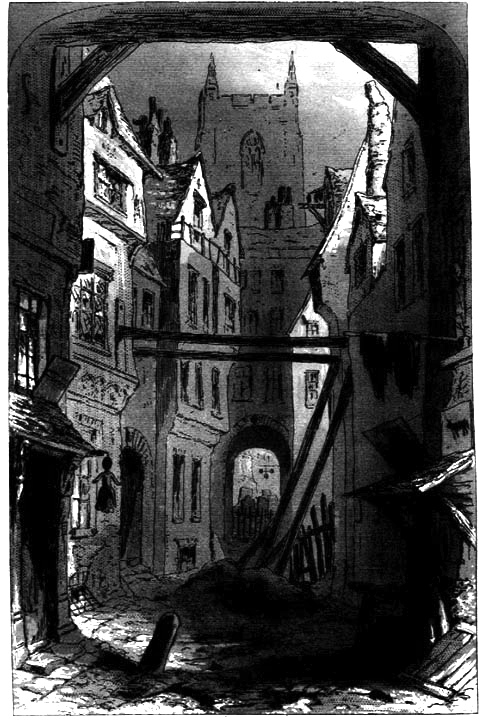
찰스 디킨스의 『황폐한 집』 삽화. 이런 어둡고 으슥한 근대 도시의 슬럼가가 도시 고딕물의 관념 형성에 영향을 미쳤다.

도시 고딕물(영어: Urban Gothic)은 산업혁명기 또는 산업혁명 이후의 도시 사회를 무대로 하는 고딕물이다. 19세기 중반 영어권(영국, 미국, 아일랜드)에서 그 기초가 마련되었다. 대표작으로 로버트 루이스 스티븐슨의 『지킬 박사와 하이드 씨』(1886년작), 오스카 와일드의 『도리언 그레이의 초상』(1890년작) 등이 있다. 이후 20세기에 도시 고딕물은 남부 고딕물이나  교외 고딕물의 형성에 영향을 끼쳤다.